# Koraljka Kos
Koraljka Kos, hrvaška muzikologinja, pedagoginja in akademikinja, * 12. maj 1934, Zagreb.
Kosova je predavateljica na Glasbeni akademiji v Zagrebu; je članica Hrvaške akademije znanosti in umetnosti.
1. ↑  data.bnf.fr: platforma za odprte podatke — 2011.
2. ↑  Normativna kontrola Kongresne knjižnice — Library of Congress.